# Zero Zero
«Zero Zero» es una canción del cantante estadounidense Gerard Way. Es el tercer sencillo y la sexta pista de su álbum debut, Hesitant alien, publicado en 2014. La canción se lanzó formalmente el 23 de septiembre de 2014, junto con todo el álbum, mientras que como sencillo lo hizo el 27 de noviembre de 2015 en formato de disco de vinilo (doce pulgadas), con «Television all the time» como lado B. No obstante, Way había publicado un demo de la canción ya en diciembre de 2012.

## Contenido
Acerca de la instrumentación de la canción, Way ha comentado que «“Zero Zero” empezó como una cosa parecida a “Song 2” de Blur, como con efecto fuzz, pero siempre oímos a Joy Division en ella, así que terminó yendo en esa dirección».
La revista Billboard, a propósito del álbum Hesitant alien, dijo: «Es en gran medida una suave transición que se aleja de lo oscuro y se adentra en el brillante mundo del pop; incluso a pesar de que la gruñida petición de “dame navajas adolescentes” en “Zero Zero” sea suficiente para recordarte que puedes sacar al hombre de My Chemical Romance, pero no puedes sacar a My Chemical Romance del hombre».

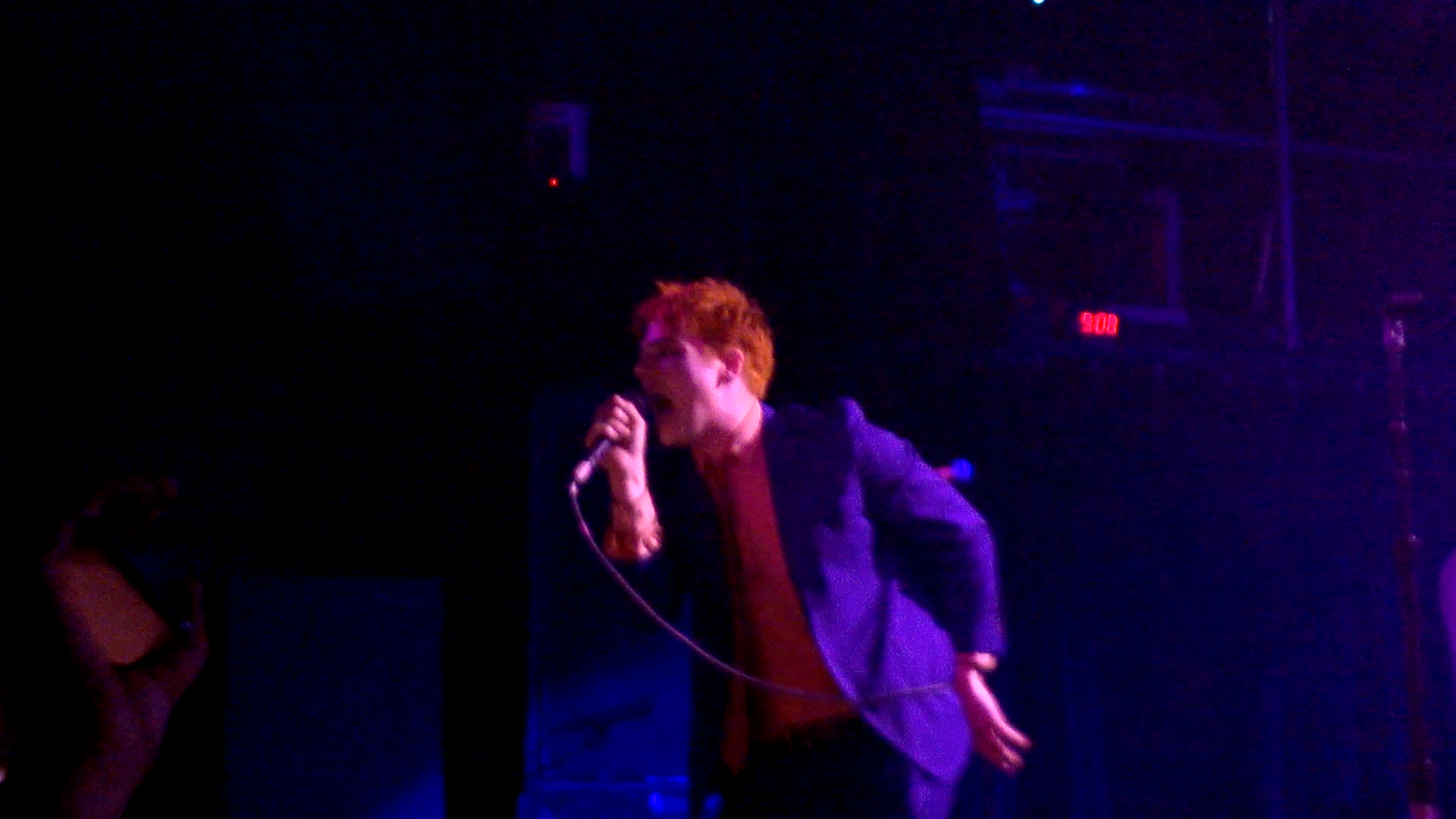
Gerard Way cantando «Zero Zero»